# Lake Malawi (banda)

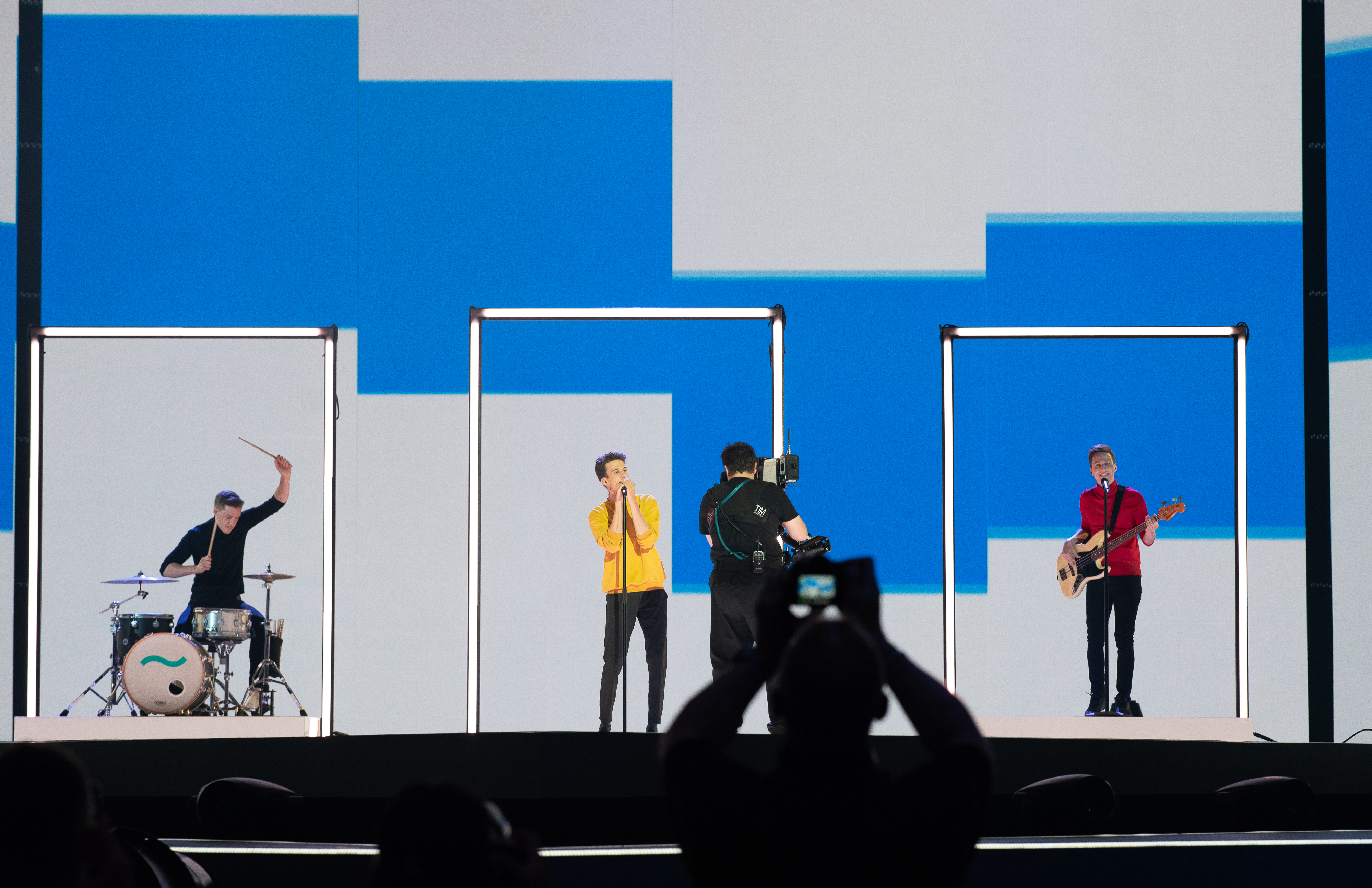
Lake Malawi (2019)

O Lake Malawi é uma banda pop indie checa da Třinec formada em 2013.  A banda é formada pelo vocalista, guitarrista e tecladista Albert Černý, pelo baixista e tecladista Jeroným Šubrt e pelo baterista Antonín Hrabal.  A banda foi formada por Černý após o término de sua antiga banda, Charlie Straight.  Sua estréia estendida jogar We Are Making Love Again foi lançado em 2015, seguido de seu álbum de estúdio de estreia Surrounded by Light em 2017.  Eles representarão a República Tcheca no Eurovision Song Contest 2019 com a música " Friend of a Friend ".

## História
O Lake Malawi foi fundado pelo vocalista e vocalista Albert Černý após o término de sua antiga banda, Charlie Straight, em setembro de 2013.  Lake Malawi, o nome da banda, é inspirado na música "Calgary" de Bon Iver , do álbum auto-intitulado de 2011.  Mais tarde, eles lançaram seu primeiro single "Always June" em 2014, apresentando-o ao vivo durante uma entrevista com a BBC London .  Em 2014, o Lago Malawi se apresentou nos principais festivais de música tcheca Colors of Ostrava e Rock for People , e no The Great Escape Festival no Reino Unido.  Mais tarde, eles lançaram seu primeiro trabalho estendido We Are Making Love Again em 2015.  Eles abriram para vários atos notáveis em Praga , incluindo The Kooks , Mika e Thirty Seconds to Mars .  Em 2016, o baterista e ex-integrante do Charlie Straight, Pavel Palát, deixou a banda; ele foi substituído por Antonín Hrabal.
Em 2017, eles lançaram seu primeiro álbum de estúdio, Surrounded by Light .  O álbum também produziu dois singles, a faixa-título "Surrounded by Light" e a música "Paris", ambos na Rádio - Top 100 na República Tcheca.  O guitarrista-chefe Patrick Karpentski deixou a banda no final de 2017.  Em 2019, foi anunciado que participarão da final nacional checa do Eurovision Song Contest 2019 com a música "Friend of a Friend".  Eles ganharam essa seleção e representarão a República Tcheca no concurso em maio deste ano.

## Membros
- Albert Černý (2013 – presente) - vocais, guitarra, teclados
- Jeroným Šubrt (2013 – presente) - baixo, teclados
- Antonín Hrabal (2016 – presente) - bateria
- Pavel Palát (2018-presente) - guitarra

### Antigo
- Pavel Pich (2013–16) - bateria
- Patrick Karpentski (2013–17) - violão